# Macarena Aguilar
Macarena Aguilar Díaz, född 12 mars 1985 i Bolaños de Calatrava, är en spansk tidigare handbollsspelare (mittnia). Hon spelade för Spaniens landslag mellan 2004 och 2017. Hon var med och tog OS-brons 2012 i London.

## Klubblagskarriär
Aguilar spelade först för den spanska klubben Astroc Sagunto, med vilken hon vann spanska mästerskapet 2005 och cupen 2008. 2009 tecknade hon ett kontrakt med SD Itxako. Med Itxako vann hon spanska mästerskapet och cupen 2010, 2011 och 2012. Hon nådde också finalen i EHF Champions League 2011. Sommaren 2012 flyttade hon till danska Randers HK. Under sin säsong i Randers var Aguilar skadad två gånger. I september 2012 drabbades hon av en nackskada och från december 2012 hade en utmattningsfraktur i vänster fot. 
Säsongen 2014/2015 spelade hon för den ungerska klubben toppklubben Győri ETO KC.  Med Győr vann hon ungerska cupen 2015. Från sommaren 2015 spelade Aguilar för ryska klubben GK Rostov-Don, mem kontraktet bröts, Då flyttade hon i september 2015 till den ungerska klubben Siófok KC. Från säsongen 2016/2017 hade hon kontrakt med den tyska klubben Thüringer HC. Med Thüringer HC vann hon det tyska mästerskapet 2018. Sedan avslutade hon sin karriär. 

## Landslagskarriär
Aguilar spelade 240 landskamper för det spanska landslaget, och hon stod för 638 mål. Med Spanien spelade hon i finalen vid EM 2008, som Norge vann med 34–21.  2011 var hon med i den spanska truppen vid Världsmästerskapet i handboll för damer 2011 i Brasilien där Spanien och Aguilar vann en bronsmedalj.  Ett år senare deltog Aguilar i de olympiska spelen i London, där hon också vann bronsmedaljen. 2014 vann hon sin andra silvermedaljen vid EM åter efter förlust mot Norge i finalen. Hon deltog också vid de olympiska sommarspelen 2016 i Rio de Janeiro.

## Klubblagsmeriter
- Spansk mästare: 4  2005 med  BM Sagunto och 2010, 2011, 2012 med SD Itxako
- Spanska cupen: 4  2008  med  BM Sagunto , och 2010, 2011, 2012 med SD Itxako
- Ungerska cupen:1  2015 med Győri ETO KC
- Tysk mästare: 1   2018 med Thüringer HC